# 고쿠후촌 (이시카와현)
고쿠후촌(国府村)은 이시카와현 노미군에 존재했던 촌이다. 

## 지리
- 현재 고마쓰시와 노미시에 걸쳐 있다.

## 역사
- 1889년 4월 1일 - 정촌제 시행에 의해 노미군 고쿠후촌이 성립하였다.
- 1956년 9월 30일 - 야마카미촌, 히사쓰에촌의 일부가 합병해 다쓰노쿠치정이 성립, 일부는 고마쓰시에 편입되었다.